# Kurt Schneidewind
Kurt Schneidewind (eigentlich Hans Kochlmüller; * 6. März 1912 in Erfurt; † 29. Juni 1983 in Berlin) war ein deutscher Politiker (KPD/SED) und Diplomat. Er war Erster Sekretär der SED-Bezirksleitung Suhl, Abteilungsleiter im ZK der SED und Botschafter der DDR in der Koreanischen Volksdemokratischen Republik.

## Leben
Schneidewind, Sohn eines Metallarbeiters und einer Zigarrenarbeiterin, besuchte von 1918 bis 1926 die Volksschule und war von 1926 bis 1929 Lehrling in einer Erfurter Schuhfabrik. Zwischen 1929 und 1932 war Schneidewind arbeitslos und ging auf Wanderschaft. Er verrichtete Gelegenheitsarbeiten in Kassel, Cuxhaven und Berlin.
1925 trat der dem Arbeiter-Turnverein, 1927 dem KJVD und der Roten Hilfe bei. 1932 wurde er Organisationsleiter der KJVD-Bezirksleitung Thüringen. Im Dezember 1932 delegierte ihn die KJVD an die Internationale Lenin-Schule in Moskau. 1933/34 war er Mitarbeiter im Mitteleuropäischen Büro der Kommunistischen Jugendinternationale. 1934 besuchte er die Parteihochschule der KPdSU in Moskau. 1935 wurde er Mitglied der KPD. Ab 1935 arbeitete er als Schlosser und Dreher in Swerdlowsk und leitete dort zusammen mit Heinz Hoffmann die KPD-Gruppe. Zwischen 1938 und 1941 arbeitete Schneidewind in einem Moskauer Kugellagerwerk.
1943 mobilisierte ihn das NKWD für den Einsatz an der Leningrader Front. Im Frühjahr 1944 sprang er mit dem Fallschirm hinter der deutschen Frontlinie in Lettland ab und kämpfte anschließend in einer Partisaneneinheit im Gebiet des Lubāns-Sees, später auch in Estland und Finnland. Nachdem er verwundet worden war, kehrte er nach Moskau zurück. 1945/46 arbeitete er als Lehrer am Objekt 12, einer Spezialschule in der Nähe von Moskau.
Im März 1946 kehrte Schneidewind nach Deutschland zurück und wurde Mitglied der SED. Von 1946 bis 1950 war er Mitarbeiter des Parteivorstandes der SED. 1946 war er kurzzeitig als Lehrer an der Kreisparteischule in Liebenwalde tätig, bevor er im Juni 1946 Referent in der Abteilung Schulung und  Werbung und im Mai 1949 Hauptreferent für Verwaltungsschulen und Schulen der Massenorganisationen in der Abteilung Parteischulung beim Parteivorstand der SED wurde. Ab 1950 war er stellvertretender Leiter und von 1952 bis 1954 Leiter der Abteilung Propaganda des ZK der SED. Von 1954 bis 1956 fungierte Schneidewind als Erster Sekretär der SED-Bezirksleitung Suhl und war Mitglied des dortigen Bezirkstags. 1957/58 leitete er die Abteilung Organisationspolitik im ZK der SED. Von 1958 bis 1963 war er Kandidat des ZK der SED.
Von März bis  November 1959 wirkte Schneidewind als Generalkonsul in Bratislava, von 1960 bis 1962 als Botschafter der DDR in Pjöngjang. Zwischen 1963 und 1973 leitete er die Erste Außereuropäische Abteilung (Ferner Osten) im Ministerium für Auswärtige Angelegenheiten der DDR.
Unter dem Decknamen Hans Kahlmüller besuchte er 1932/33 die Leninschule in Moskau. Unter diesem Pseudonym erschienen nach dem Krieg Leserbriefe im Neuen Deutschland  und 1964 ein Artikel zur aktuellen Lage in der Volksrepublik China.

## Auszeichnungen
- Medaille für die Verteidigung Leningrads (1944)
- Vaterländischer Verdienstorden in Silber (6. Mai 1955[3] und 1962) und in Gold (1977) sowie Ehrenspange zum Vaterländischen Verdienstorden in Gold (1982)
- Orden des Großen Vaterländischen Krieges (1970)
- Orden Banner der Arbeit (1972)
- Karl-Marx-Orden (1977)